# STS–41–D
Az STS–41–D az amerikai űrrepülőgép-program 12., a Discovery űrrepülőgép első repülése volt.

## Küldetés
A hatnapos repülés célja a szállított műholdak pályára állítása.

## Jellemzői

### Első nap
1984. augusztus 30-án a szilárd hajtóanyagú gyorsítórakéták (SRB) segítségével Floridából, a Cape Canaveral (KSC) Kennedy Űrközpontból, a LC39–A jelű indítóállványról emelkedett a magasba. Az orbitális pályája 90,6 perces, 28,5 fokos hajlásszögű, elliptikus pálya perigeuma 300 kilométer, az apogeuma 307 kilométer volt. Felszálló tömeg indításkor 119 511 kilogramm, műveleti tömege a pályán 18 681 kilogramm, leszálló tömeg 91 552 kilogramm. Szállított hasznos teher felszálláskor/leszállásnál21 552 kilogramm
A küldetés, a rakétamotor hibája miatt több mint két hónapot késett, az indítást 1984. június 26-án T -6 másodperccel meg kellett szakítani, mert tűz ütött ki, amit 10 perc alatt sikerült eloltani. A felmerült problémák okozta csúszás miatt törölték a STS–41–E és az STS–41–F programokat. Szolgálat közben a szennyvízfeldolgozás, tárolás zavart okozott (a manipulátor segítségével a világűrbe kellett távolítani).
Az űrhajósokat minden esetben zeneszóval ébresztették. A zenés ébresztőt első alkalommal az Apollo–15 küldetésén alkalmazták. A zeneszámokat az űrhajósok és családtagjaik választják.

### Műholdak
A három  kereskedelmi kommunikációs műholdak a beépített kanadai Canadarm (RMS) manipulátor kart 50 méter távolságba kiemelve állította pályairányba. Mindhárom műholdat eredményesen állítottak pozícióba, az űrrepülőgép eltávolodása után (13-15 kilométer) saját hajtóművük segítségével eredményesen álltak szolgálatba.

#### SBS–4
Gyártotta a Hughes Space and Communications Co. Üzemeltető társaság Bussines Satellite System (SBS) (USA).
Az űreszköz megnevezése: SB–4 (SBS–D) [Satellite Business System], kódjele: SSC 15235.
Geostacionárius pályára állított kommunikációs műhold. Várható élettartama korlátlan (!), 10 év. Súlya 1117 kilogramm. Pályaeleme 103, majd 94 fokos hajlásszögű. Spin-stabilizált (mechanikus) műhold, típusa HS-376. Alakja hengeres, átmérője 2,16 méter, hossza 2,74 méter, kinyitott antennákkal 6,58 méter. Az űreszköz felületét napelemek borítják, éjszakai (földárnyék) energiaellátását (kémiai) akkumulátorok, 2 NiCd akkumulátorok biztosítják. Számítógépes adatátviteli sebessége 480 Mbit. Aktív szolgálati idejét 1993. február 2-án befejezte.
Előző műhold SB –3 (1982-110B), a következő műhold az SBS–5 (1988-081B).

#### Syncom 4 F–2
A Haditengerészeté (US Navy) (a Leasat F–1-et indítása előtt törölték) első bérelt, nagyméretű, katonai kommunikációs műholdja. További négyet rendeltek, ezek közül a Leasat F–1-et az STS–51–A, a Leasat F–3-at az STS–51–D, a Leasat F–4-et az STS–51–I segítségével állították pályára. A Leasat F–4 kiesése miatt a Leasat F–5-öt az STS–32 emelte és állította pályaindítási magasságba, irányba. Négy egysége összefüggően biztosította a globális kommunikációt. A megrendeléshez tartozott a földi állomások kiépítésének biztosítása. Egy példány tartalékként szerepelt. Geostacionárius pályára állítva kifejezetten a űrrepülőgépek kommunikációjának (Föld-űrrepülőgép/űrrepülőgép-Föld) elősegítésére.
Típusa Syncom IV–2 vagy Leasat–2, kódjele: SSC 15236. Várható élettartama korlátlan (!), 10 év. 1996. október 1-jén befejezte aktív szolgálatát. Súlya 6850 kilogramm.

#### Telstar 303
Gyártotta a Hughes Space and Communications Co. Üzemeltette az American Telephone and Telegraph Co.
Telstar 303 vagy Telstar 3–C kódjele: SSC 15237. Várható élettartama korlátlan (!), 10 év ( 1999. február 4-én befejezte aktív szolgálatát). Súlya 1225 kilogramm. Televíziós kommunikációs műhold, pályaeleme geostacionárius. 24 televíziós csatorna és 21 600 egyidejű telefonhívás átjátszására gyártották. Pályaeleme 86 fokos hajlásszögű. Spin-stabilizált (mechanikus) műhold, típusa HS-376. Alakja hengeres, átmérője 2,16 méter, hossza 2,74 méter. Az űreszköz felületét napelemek borítják, éjszakai (földárnyék) energiaellátását (kémiai) akkumulátorok, 2 NiCd akkumulátorok biztosítják.
Előző műhold Telstar 301 (1983-077A), a következő műhold az Telstar 304 (1985-048D).

### Hasznos teher
1. Az OAST–1 napenergia kísérleti tömb. Kinyitott állapotban 4 méter széles, 31 méter hosszúm összehajtva 1,8 méter magas. Az elemen különböző típusú kísérleti napelemek voltak felhelyezve. A vizsgálat tárgya volt, hogy melyik napelem fajta adja le a küldetés alatt a legtöbb energiát. Több alkalommal kinyitották/összezárták (mechanikai kísérlet). A kísérlet sikeres volt, bizonyították, hogy a könnyű napelemszárny jó szolgálatot fog tenni a jövőbeli Nemzetközi Űrállomás (ISS) energiaellátásában.
2. McDonnell Douglas szponzorálta a kereskedelmi kísérleteket. Az Elektroforézis (CFES) vizsgálat az STS–4 programjában volt első alkalommal. Kibővített műszerpark és kutatási, kísérleti program jellemezte (biológiai anyagok, kristálynövekedés, célja a gyártás előkészítése).
3. Az űrhajósok szakmai tevékenységét filmre vették (IMAX kamera), amiből 1985-ben dokumentumfilm The Dream Alive készült.
4. Sugárvédelmi Ellenőrző Experiment (RME) – kozmikus sugárzás mérése,
5. Kereskedelmi megbízások teljesítése (SSIP) kísérletek.

### Hatodik nap
1984. szeptember 5-én Kaliforniában az Edwards légitámaszponton szállt le. Összesen 6 napot, 00 órát, 56 percet és 04 másodpercet (168 óra) töltött a világűrben. 4 007 000 kilométert (2 490 000 mérföldet) repült, 97 alkalommal kerülte meg a Földet. Egy különlegesen kialakított Boeing 747 tetején szeptember 10-én visszatért kiinduló bázisára.

## Személyzet
(zárójelben a repülések száma az STS–41–D jelű küldetéssel együtt)
- Henry Hartsfield (2), parancsnok
- Michael Coats (1), pilóta
- Judith Resnik (1), küldetésfelelős
- Steven Hawley (1), küldetésfelelős
- Richard Mullane (1), küldetésfelelős
- Charles Walker (1), küldetésfelelős

### Visszatérő  személyzet
- Henry Warren Hartsfield (2), parancsnok
- Michael Coats (1), pilóta
- Judith Resnik (1), küldetésfelelős
- Steven Hawley (1), küldetésfelelős
- Richard Mullane (1), küldetésfelelős
- Charles Walker (1), rakományfelelős